# Qom (fiume)
Il fiume Qom scorre attraverso la città omonima di Qom in Iran.
È alimentato dall'acqua dai monti Zagros e sfocia nel Lago Salato Namak.
Insieme al Qareh ha una lunghezza complessiva di circa 400 chilometri. Il flusso d'acqua varia notevolmente: dai 4 m³/s ai 312 m³/s, 
influenzato dall'andamento stagionale e dai prelievi d'acqua per uso irriguo. Tuttavia, è uno dei pochi fiumi in Iran a regime permanente.
Il suo bacino è di tipo endoreico.